# Спортски савез Србије
Спортски савез Србије (ССС) обухвата све спортске савезе у Србији као што су нпр. фудбалски, одбојкашки, кошаркашки, скијашки и други. ССС подржава све спортске догађаје и манифестације везане за . Сваки град има свој спортски савез који има своје представнике. ССС обезбеђује велики број спортских терена и опреме великом броју градова у Србији у сарадњи са компанијом Меридианбет.

## Историјат
Антифашистичка скупштина Народног ослобођења Србије као врховни законодавни и извршни орган државне власти демократске Србије, донела је 24. марта 1945. године одлуку којом се Врховно вођство фискултуре препушта Иницијатвном спортском одбору Србије на целој територији Федералне Србија. Тада је настао Спортски савез Србије. Седиште се налази у Македонској улици, на Савском Венцу у Београду.

## Управа
Председник ССС је Давор Штефанек, српски рвач и репрезентативац у рвању грчко-римским стилом, учесник Олимпијских игара у Атини, 2004. и Пекингу, 2008. године, освајач бронзане медаље на Светском првенству у Лас Вегасу 2015. године и златне медаље на Олимпијским играма 2016. у Рио де Жанеиру.